# 燕哀侯
燕哀侯（？—前765年），中國春秋初期的燕國君主，為燕頃侯之子。在位僅二年。
燕頃侯二十四年（周平王四年，前767年），頃侯薨。子哀侯立。哀侯二年（周平王六年，前765年），哀侯薨，子燕鄭侯即位。